# Proton Tiara

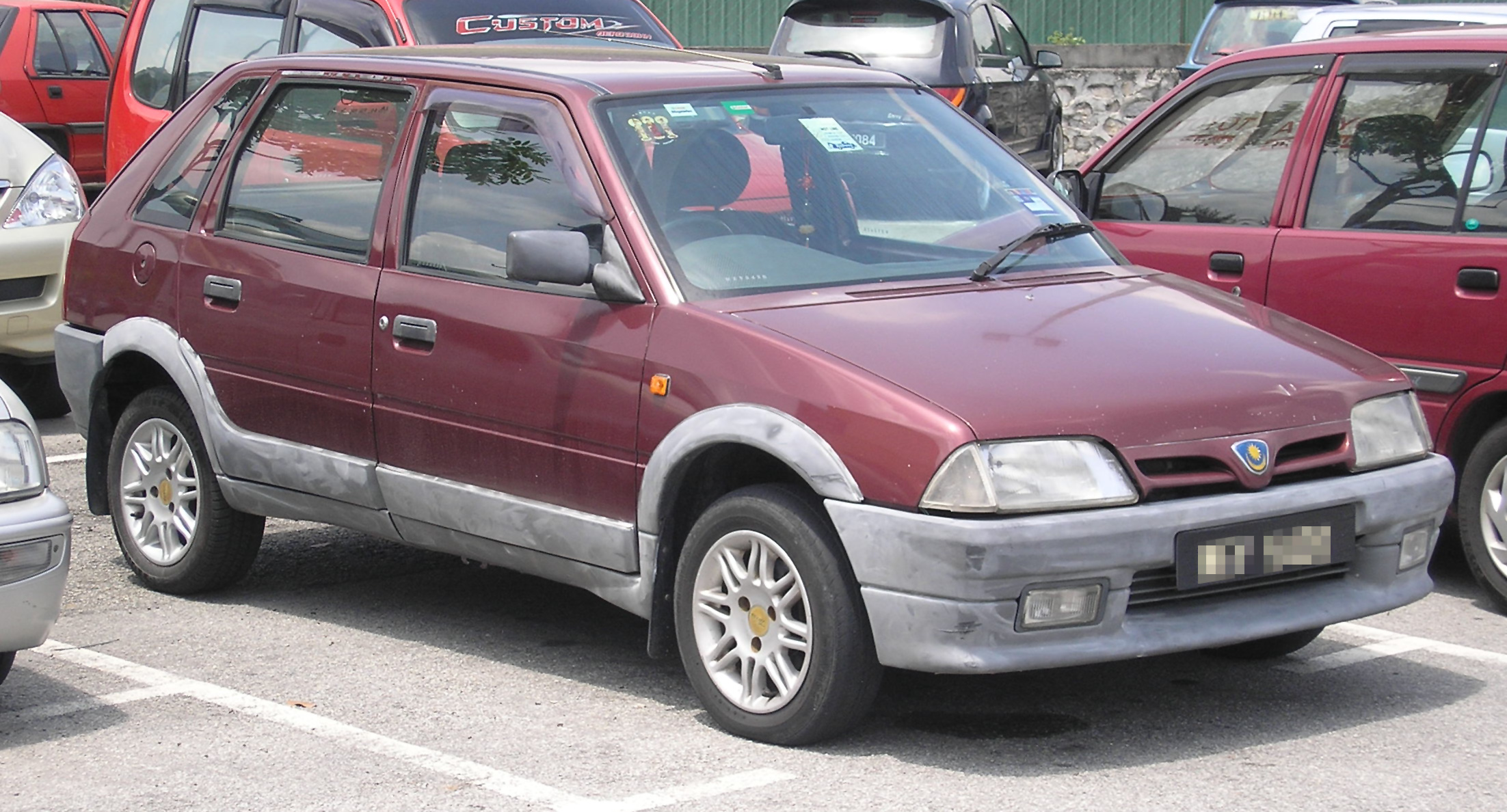
Proton Tiara

Der Proton Tiara war ein von 1996 bis 2000 produziertes Pkw-Modell des malaysischen Herstellers Proton. Er war baugleich mit dem Citroën AX, aber nur als Fünftürer erhältlich. Äußerlich entsprach er mit seinen Stoßfängern dem AX GT. Der Tiara war ein Versuch des 1997 bei einem Hubschrauberabsturz ums Leben gekommenen Proton-Vorstandsvorsitzenden Tan Sri Yahaya Ahmad, mehr Eigenständigkeit außerhalb des Einflusses von Mitsubishi zu gewinnen und die damals moderne Dieselmotortechnik von PSA zu nutzen. Der Tiara wurde nicht exportiert.